# Dichondreae
Dichondreae ist eine Tribus aus der Familie der Windengewächse (Convolvulaceae). Die Typusgattung ist Dichondra.

## Beschreibung
Vertreter der Tribus Dichondreae sind niederliegende krautige Pflanzen bis Lianen. Die Basis der Blattspreiten ist herzförmig oder manchmal auch keilförmig. Die Blüten sind radiärsymmetrisch und zwittrig. Die Kelchblätter sind gleichgestaltig und können sich an der Frucht vergrößern. Die Staubfäden sind flachgedrückt und behaart. Die Pollenkörner sind tricolpat und nicht stachelig. Der Griffel ist teilweise bis vollständig gespalten und trägt kugelförmige Narben. Die Früchte sind nicht aufspringende Nussfrüchte.

## Vorkommen
Die Gattungen der Tribus Dichondreae kommen in Amerika, Afrika, Australien, in Südostasien und auf Madagaskar vor.

## Systematik
Zur Tribus Dichondreae zählen folgende Gattungen:
- Dichondra J.R.Forst. & G.Forst.: Mit etwa 9–15 Arten[1][2]
- Falkia Thunb.: Mit drei Arten; sie kommen in Afrika vor[1]
- Metaporana N.E.Br.: Mit sechs arten; sie kommen in Ostafrika, auf Madagaskar und Sokotra vor[1]
- Nephrophyllum A.Rich.: Mit nur einer Art:
  - Nephrophyllum abyssinicum A.Rich.; sie kommt in Äthiopien vor[1]
- Petrogenia I.M.Johnst.: Mit nur einer Art:
  - Petrogenia repens I.M.Johnst.: sie kommt in Mexiko vor[1]
- Porana Burm. f.: Mit einer Art, die von Südostasien bis zu den Philippinen und einer Art, die in Mexiko vorkommt[1].

Vorläufig werden auch folgende Gattungen zur Tribus gezählt:
- Calycobolus Roem. & Schult.: Mit etwa 30 Arten; sie kommen im tropischen Afrika, im tropischen Amerika und auf Madagaskar vor[1]
- Dipteropeltis Hallier f.: Mit drei Arten; sie kommen im tropischen Westafrika vor[1]
- Rapona Baill.: Mit nur einer Art:
  - Rapona tiliifolia (Baker) Verdc.: Sie kommt in Madagaskar vor[1]

Nach der kladistischen Definition entspricht die Tribus der umfassendsten Klade, in der Dichondra repens  J.R. Forst. & G. Forst. eingeordnet ist, jedoch nicht Jacquemontia pentanthos (Jacq.) G. Don oder Cressa cretica L.

## Belege
1. 1 2 3 4 5 6 7 8 9  David John Mabberley: Mabberley’s Plant-Book. A portable dictionary of plants, their classification and uses. 3. ed. Cambridge University Press 2008. ISBN 978-0-521-82071-4
2. ↑   Rafaël Govaerts (Hrsg.): Dichondra - Datenblatt bei World Checklist of Selected Plant Families des Board of Trustees of the Royal Botanic Gardens, Kew. Zuletzt eingesehen am 14. Februar 2015.